# Timité Bassori
Timité Bassori (né à Aboisso le 30 décembre 1933) est un écrivain, cinéaste et acteur ivoirien. Il est considéré comme le père du cinéma ivoirien,.

## Biographie
Timité Bassori arrive en France en septembre 1956 où il s’inscrit au Cours Simon pour y appendre le théâtre, en vue de devenir metteur en scène. Avec trois autres jeunes comédiens noirs, Sarah Maldoror, Toto Bissainthe et Samba Ababakar, il monte au théâtre Huis Clos de Sartre. Ils seront rejoints par Robert Liensol et leur troupe deviendra la compagnie des Griots en 1958. Il fait ensuite des études de cinéma à l'IDHEC à Paris, puis intègre quelque temps après la télévision française. En 1964, il réalise un court métrage intitulé « Sur la dune de la solitude ». Cinq années plus tard, en 1969, il sort « La femme au couteau » qui est le premier long métrage de fiction de Côte d'Ivoire. Il a été le Directeur de la Société Ivoirienne de Cinéma et est auteur de plusieurs ouvrages,.

## Filmographie
- 1964 : Sur la dune de la solitude (moyen métrage)[5]
- 1969 : La Femme au couteau [6]

## Publications
- 1974 : Les Bannis du village, recueil de nouvelles, Nouvelles éditions africaines
- 1983 : Grelots d'or, CEDA
- 1986 : Les eaux claires de ma source de Timité Bassori, et six autres nouvelles (de Flavien Bihina Bandolo, M'Baye Gana Kebe, Sada Weinde Ndiaye, Abdoua Kanta, et alii), Hatier/CEDA.

### Articles
- Timité BASSORI, « Samb Ababacar : Un vieux compagnon de route », Présence Africaine, no 145,‎ 1988, p. 179–180 (ISSN 0032-7638, lire en ligne, consulté le 29 mai 2021)

## Distinctions
- 2009 : Il reçoit un prix pour sa carrière au Festival du Cinéma africain de Khouribga (FFCAK)[2]
- 2019 : Prix du NISA d'honneur pour l'ensemble de sa carrière[7]